# La Calera (Córdova)
La Calera é um município da província de Córdova, na Argentina.